# Distretto di Sai Thong Watthana
Il distretto di Sai Thong Watthana (in thailandese: ทรายทองวัฒนา) è un distretto (amphoe) della Thailandia, situato nella provincia di Kamphaeng Phet.